# ハーさんのMusicTimeマシ〜ン
ハーさんのMusic Timeマシ〜ンは、岐阜放送で日曜日の22:00〜23:00に放送されていた音楽番組。21:50〜23:00の放送時間が2002年度のナイターオフシーズンには、放送時間が20:00～21:30と1時間半の放送になったが、そのあと別番組が入ったために、20:00～21:10の放送になった。それまでの番組ではリスナーのファックスなどでの参加がほとんどない番組だったが、これ以後は参加するリスナーが増えた。2003年4月からは、22:00〜23:00の放送時間となった。

## 出演者
- 河原龍夫（ハーさん）
- 伊藤理恵（アシススタント）
  - かみさま（番組スタッフ）

### ゲスト
- たかいやすお（2004年12月〜2006年3月まで月1回）
- ナッキー（不定期）

## 内容
基本的には、ハーさんが選曲をし、様々なジャンルの音楽が流され、ライブのコーナーでは、ハーさんか伊藤さんのどちらかが歌い、演奏のギターはハーさんが担当。放送中のトークは音楽に関する話題はもちろんだが、フリートークが大半を占めている。その他では、2004年12月のゲスト出演より月1回岐阜市のミュージシャンたかいやすおが出演しライブを披露していた。

## コーナー
- 伊藤理恵さんのコーナー
- 今日は何の日？
- 明日は何の日？
- 裏事情
- アイドルを探せ
- 何にもならない雑学のコーナー
- 通販で買った報告
- ライブのコーナー
- 映画のコーナー

## 最終回
- ハーさんの賑やかにお別れしたいという意向で、番組に度々出演した岐阜のアイドルナッキーと毎月1回ゲストとしてライブを披露していた、たかいやすおをゲストに迎えた。たくさんのファックスでリスナーやファンが番組終了を惜しんだ。たかいや8年半にもおよぶこの番組で6年3ヶ月間アシスタントをしてきた伊藤の涙ながらの手紙に、泣かないと言っていたハーさんも涙した。最後はハーさんの生歌で締めくくりいつもと同じように番組は終了した。

## 補足
- 『河原龍夫のヒット!ヒット!パラダイス』（CBCラジオ）のコーナーの1つとして、「はあさんのミュージックタイムマシン」と言うコーナーを設けている。